# Fortis Juventus 1909
Fortis Juventus 1909 (wł. Associazione Sportiva Dilettantistica Fortis Juventus 1909) – włoski klub piłkarski, mający siedzibę w mieście Borgo San Lorenzo, w środkowej części kraju, grający od sezonu 2016/17 w rozgrywkach Eccellenza Toscana.

## Historia
Chronologia nazw:
- 1909: Palestra Ginnastica Fortis Juventus
- 1945: Associazione Sportiva Fortis Juventus 1909
- 2006: Associazione Sportiva Dilettantistica Fortis Juventus 1909

Klub sportowy PG Fortis Juventus został założony w miejscowości Borgo San Lorenzo 7 marca 1909 roku. Początkowo zespół występował w lokalnych mistrzostwach Toskanii, organizowanych przez ULIC. Dopiero w sezonie 1934/35 debiutował w rozgrywkach Terza Divisione Toscana (D5). W następnym sezonie awansował do Seconda Divisione Toscana, który po wprowadzeniu Serie C spadł na piąty poziom. W 1938 roku otrzymał promocję do Prima Divisione Toscana (D4). W 1945 roku po wznowieniu rozgrywek z nazwą AS Fortis Juventus 1909 kontynuował występy na czwartym poziomie. Potem klub stopniowo spadał w hierarchii ligowej, grając w sezonie 1958/59 w Terza Divisione Toscana (D8). W sezonie 1995/96 zespół zdobył Puchar Włoch amatorów, wygrywając z AC Locri 1909 na własnym stadionie 1:0 i remisując 0:0 w Kalabrii, stając się mistrzem Włoch w kategorii Eccellenza. W 2006 klub zmienił nazwę na ASD Fortis Juventus 1909. W latach 2012–2016 występował w Serie D (D4).

## Barwy klubowe, strój
|  |  |

Klub ma barwy biało-zielone. Zawodnicy domowe spotkania zazwyczaj grają w pasiastych pionowo biało-zielonych koszulkach, zielonych spodenkach oraz zielonych getrach.

## Sukcesy

### Trofea międzynarodowe
Nie uczestniczył w rozgrywkach europejskich (stan na 31-05-2020).

### Trofea krajowe
| \| \| Zdobyte trofea w rozgrywkach Włoch (stan na: 31-08-2020) \| |                                                          |      |          |
| Rozgrywki                                                         | Osiągnięcie                                              | Razy | Sezon(y) |
| · Mistrzostwo                                                     | I miejsce                                                | 0    |          |
| · Mistrzostwo                                                     | II miejsce                                               | 0    |          |
| · Mistrzostwo                                                     | III miejsce                                              | 0    |          |
| · Puchar                                                          | zdobywca                                                 | 0    |          |
| · Puchar                                                          | finalista                                                | 0    |          |
| II liga                                                           | I miejsce                                                | 0    |          |
| II liga                                                           | II miejsce                                               | 0    |          |
| II liga                                                           | III miejsce                                              | 0    |          |
| Włochy                                                            | Zdobyte trofea w rozgrywkach Włoch (stan na: 31-08-2020) |      |          |

- Seconda Divisione (D4):
  - mistrz (1x): 1937/38 (C)

### Inne trofea
- Coppa Italia Dilettanti (Fase Eccellenza):
  - zdobywca (1x): 1995/96

## Struktura klubu

### Stadion
Klub piłkarski rozgrywa swoje mecze domowe na Stadio Giacomo Romanelli, w mieście Borgo San Lorenzo o pojemności 2 500 widzów.

### Derby
- Lucchese 1905
- US Pistoiese 1921
- ACN Siena 1904
- US Grosseto 1912